# Plukon
Plukon is de korte benaming van de Plukon Food Group, een internationaal opererend, van oorsprong Nederlands bedrijf actief in de verwerking van pluimvee waarvan het hoofdkantoor gevestigd is te Wezep.

## Activiteiten
Plukon Food Group is een van de grootste spelers op de markt voor pluimveevlees in Europa. Het levert kipprodukten en kant-en-klaarmaaltijden. Het is anno 2023 actief op 28 locaties in zes landen: naast 11 pluimveeslachterijen diverse bewerkings- en verpakkingsfabrieken in Nederland, Duitsland, België, Spanje, Polen en Frankrijk en twee locaties voor diepvriesmaaltijden. Op deze locaties worden negen miljoen kippen per week geslacht. Het bedrijf telt ongeveer 9000 medewerkers en in 2019 bedroeg de omzet € 1,8 miljard. Het bedrijf levert onder meer aan de supermarkten Aldi, PLUS, Delhaize, Lidl, Albert Heijn en Carrefour.

## Geschiedenis
Plukon (PLUimvee KOmbinatie Nederland) ontstond in 1978 uit een fusie van Friki en het pluimveebedrijf Bekebrede te Barneveld. Friki (oorspronkelijk: Fri-ki), opgericht in 1964, produceerde diepvrieskippen en -kipproducten. De Nederlandse staat had een belangrijk aandeel in dit samengaan. 
In 1980 namen Meneba en Cebeco elk 50% van de aandelen van Plukon over. Er werd uitgebreid en zo werd in 1991 een bedrijf in Storkow overgenomen, waarmee tevens de Duitse markt werd betreden.
In 2009 werd het merk Friki eigendom van Gilde Buy Out Partners, veevoerbedrijf Agrifirm en de directeur van Plukon.
In 2010 had Plukon dertien vestigingen in Nederland, Duitsland en België, waarvan negen pluimveeslachterijen en vier verwerkings- en verpakkingsbedrijven. In dat jaar bedroeg de omzet € 740 miljoen en werkten er 2200 mensen.
Medio 2011 besloten Plukon en familie Stolle de activiteiten in Duitsland samen te voegen. De Stolle Groep begon met de activiteiten in 1954 en had in 2010 een omzet van circa € 370 miljoen. Bij de vier vestigingen in Duitsland werkten in totaal 1500 medewerkers. De Stolle Groep is, net als Plukon, gespecialiseerd in verse en bevroren pluimveeproducten voor supermarktketens. De gezamenlijk omzet komt daarmee op circa € 1,1 miljard. De combinatie telde meer dan 4000 medewerkers verspreid over dertien productielocaties.
In oktober 2012 werd het voornemen bekendgemaakt InterChicken uit Bodegraven over te nemen. Sinds 2000 verpakt InterChicken kippen en heeft supermarkten en ambachtelijke slagers als klant. Door de consolidatie van haar belangrijkste afnemers, wordt het voor InterChicken steeds moeilijker de marges vast te houden. Het bedrijf heeft geen eigen slachterij en daardoor weinig controle over de kosten van het in te pakken pluimvee. De omzet uit de verwerkingsactiviteiten van lnterChicken zal in 2012 naar verwachting €115 miljoen bedragen en het bedrijf telt 110 medewerkers. In januari 2013 zijn beide bedrijven daadwerkelijk samen gegaan. De nieuwe groep heeft een omzet van circa € 1,4 miljard. De activiteiten zijn verspreid over 14 productielocaties en worden gerealiseerd door meer dan 4100 medewerkers. Er worden wekelijks circa 6,7 miljoen kuikens en kalkoen verwerkt.
In mei 2016 verkochten de aandeelhouders private-equitybedrijf Gilde en Agrifirm hun aandelen. Zij verkochten hun bezit aan De Heus en aan de Duitse EW-Group, die beide sinds 2015 aandeelhouder zijn in Plukon. Het management onder leiding van Peter Poortinga houdt een belang van 25%.
In december 2016 maakte Plukon bekend de Franse pluimveevleesproducent DUC over te nemen. DUC is een beursgenoteerd bedrijf en is gespecialiseerd in de productie, het slachten, verpakken en vermarkten van pluimveevlees. DUC heeft vier vestigingen in Frankrijk en een kleine productielocatie in Bulgarije. Bij DUC werken zo'n 800 mensen. Met de overname krijgt Plukon er een vierde thuismarkt bij, naast Nederland, Duitsland en België. Financiële details zijn niet bekendgemaakt. In 2015 realiseerde Plukon een omzet van € 1,4 miljard en telde bijna 4500 medewerkers.
In oktober 2017 maakte Plukon bekend een nieuwe fabriek te gaan bouwen in Wezep nadat een brand de oude fabriek in maart 2017 in de as legde. De nieuwe fabriek vergde een investering van € 25 miljoen en werd op 25 mei 2018 officieel in gebruik genomen.
In een zaak van Animal Rights in 2018, waarbij bij het vangen en laden van kippen bij kwekers misstanden waren waargenomen, kwam ook het slachthuis van Plukon in Maasmechelen in beeld. Dat is namelijk het slachthuis waar de 'ruw en respectloos' behandelde kippen heen vervoerd werden. Het vangen en laden van kippen valt onder de verantwoordelijkheid van de individuele kwekers. Plukon heeft wel naar aanleiding van de beelden een onafhankelijke controle instantie opdracht gegeven onaangekondigde controlebezoeken uit te voeren bij de kwekers ten einde de naleving van de afspraken over goede omgang van dieren te controleren.
Plukon nam begin 2020 Grupo de Gestión Empresarial Avícola over. Dit bedrijf is actief in Spanje en Portugal met een eigen slachterij, voer- en verwerkingsfabriek. Een paar weken eerder kocht het een meerderheidsbelang in Fresh Care in Dronten, dat met 400 werknemers en een omzet van € 78 miljoen realiseerde. Plukon wil binnen drie jaar volledig eigenaar zijn van de maaltijdenfabriek. De omzet van Plukon was in 2019 ongeveer € 1,8 miljard en na de recente overnames zal dit oplopen tot € 2 miljard in 2020. Het aantal medewerkers van Plukon zal boven de 5500 uitkomen. In september volgde een principeovereenkomst voor de overname van 51% van de aandelen in de Duitse leverancier van eendagskuikens Optibrut door Plukon. Optibrut is een van de modernste broederijen in West-Europa en de twee bedrijven werken al intensief samen.
In februari 2023 nam Plukon een meerderheidsbelang van 51% in pluimvee co-productenverwerker Ter Maten uit Bunschoten. Ter Maten is een familiebedrijf dat minder goed verkoopbare pluimveevlees verwerkt tot diervoeding of levert aan de snackindustrie. De producten worden binnen Europa verkocht, maar ook geëxporteerd naar landen buiten Europa. Er werken ongeveer 150 medewerkers bij Ter Maten en in 2022 was de omzet zo'n € 100 miljoen. In januari 2024 volgde de overname van het Spaanse bedrijf Redondo, dit pluimveebedrijf heeft zo'n 250 medewerkers in dienst en behaalde een omzet van € 54 miljoen in 2022.

## Vestigingen
- Nederland
  - Wezep
  - Ommel
  - Blokker
  - Dedemsvaart
  - Goor
  - Dronten
- België
  - Maasmechelen
  - Olen
  - Moeskroen

- Duitsland
  - Storkow
  - Döbeln
  - Visbek (Stolle)
  - Steinfeld (Stolle)
  - Gudensberg (Stolle)
  - Brenz (Stolle)